# Inostemma biroi
Inostemma biroi är en stekelart som beskrevs av Szelényi 1938. Inostemma biroi ingår i släktet Inostemma och familjen gallmyggesteklar. Inga underarter finns listade i Catalogue of Life.